# Edward Mansveldt

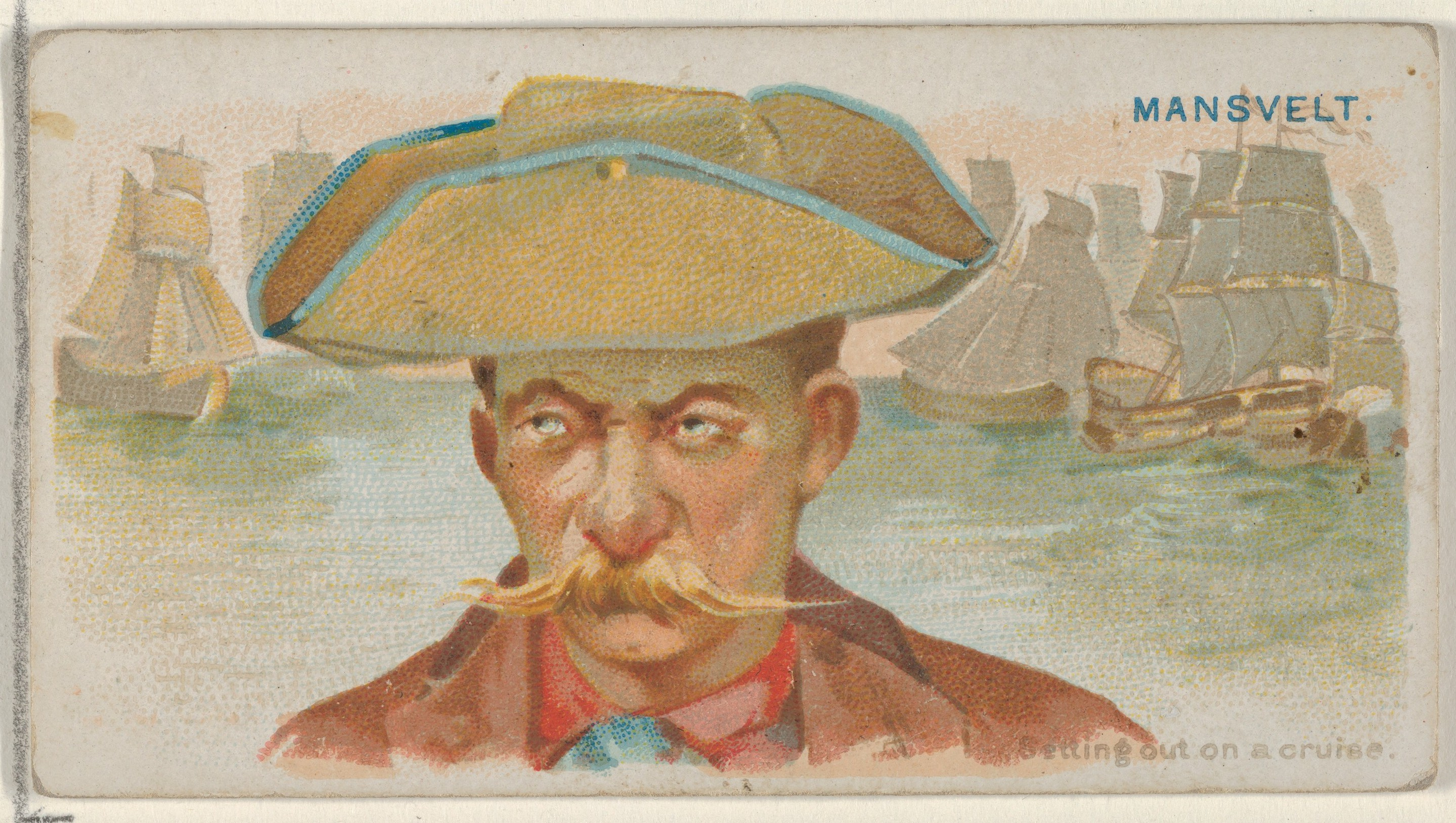
Edward Mansvelt

Edward Mansveldt (overleden op Cuba, augustus 1666) was een Nederlands kaper en piraat in Engelse dienst.
In 1659 wordt voor het eerst melding gemaakt van Mansveldt, toen hij in dienst was van gouverneur Edward D'Oyley van Jamaica. Hij werd met een schip met 200 man naar Cuba gestuurd. Daar moest hij eigendommen zien terug te krijgen die gestolen waren door piraten. De missie werd een groot succes, ondanks het vele bloedvergieten. In 1663 werden er diverse aanvallen gedaan op de Nederlandse Antillen; vooral Curaçao was het doelwit. Mansveldts rechterhand in die periode was Henry Morgan. De aanvallen zouden gestaakt zijn omdat de bemanning de Nederlanders qua prijs minder vonden opbrengen dan de Spanjaarden.
Begin 1666 trok Mansveldt naar Granada in Nicaragua en veroverde een aantal maanden later Santa Catalina (tegenwoordig deel van het Colombiaanse departement San Andrés en Providencia) op de Spanjaarden. In mei werd hij tot admiraal benoemd, waarbij hij tien schepen en 700 bemanningsleden onder zijn commando kreeg. De opdracht was het veroveren van Cartago in Costa Rica, maar deze missie werd een fiasco. Mansveldt verdween in juni en zou door Spanjaarden opgepakt zijn. Hij zou in augustus berecht en opgehangen zijn op Cuba.